# مبتذل (آلبوم)
مبتذل (ترکی استانبولی: Müptezhel) نخستین آلبوم استودیویی از ازهل، خوانندهٔ رپ اهل ترکیه است که در ۲۵ مهٔ ۲۰۱۷ منتشر شد. این آلبوم حاوی ۱۲ ترانه است که به تهیه‌کنندگی باگی، دی‌جی آرتاز و خود ازهل تولید شده‌اند.

## فهرست قطعات
| شماره      | نام                               | مدت   |
| ---------- | --------------------------------- | ----- |
| ۱.         | «Alo» («سلام!»)                   | ۳:۲۷  |
| ۲.         | «Geceler» («شب‌ها»)                | ۳:۴۳  |
| ۳.         | «Benim Derdim» («مشکل من»)        | ۴:۴۱  |
| ۴.         | «İyi Bil» («خوب بدون»)            | ۳:۳۰  |
| ۵.         | «Nefret» («نفرت»)                 | ۳:۱۱  |
| ۶.         | «Şehrimin Tadı» («طعم شهر من»)    | ۴:۱۳  |
| ۷.         | «Hayır» («نه»)                    | ۳:۳۶  |
| ۸.         | «Alışamadım» («نمی‌تونم عادت کنم») | ۲:۳۳  |
| ۹.         | «Küvet» («وان حمام»)              | ۴:۵۹  |
| ۱۰.        | «Derman» («درمان»)                | ۴:۰۹  |
| ۱۱.        | «Bazen» («گاهی» به‌همراه امل)      | ۳:۵۱  |
| ۱۲.        | «Esrarengiz» («اسرارآمیز»)        | ۳:۵۱  |
| مجموع مدت: | مجموع مدت:                        | ۴۵:۴۴ |